# Fikret Amirov
Fikret Amirov (en azerí: Fikrət Əmirov) fue un destacado compositor soviético, quien fue el creador del mugam sinfónico.

## Biografía
Fikret Amirov nació en 1922 en Gəncə y creció  en ambiente de música folk de Azerbaiyán. Su padre, Mashadi Jamil Amirov, fue un famoso cantante de mugam ("xanəndə") de Şuşa. Él también tocó el tar y compuso la ópera “Seyfal mulk” en el año 1915.
Durante su niñez y adolescencia temprana, Fikret empezó a componer piezas para el piano. Él estudió en la Academia de Música de Bakú en la clase de Boris Zeidman y de Uzeyir Hajibeyov.
En 1941, cuando Alemania Nazi atacó la Unión Soviética, Fikret Amirov ingresó en las filas del ejército soviético. Resultó herido cerca de Vorónezh y regresó a Bakú para continuar sus estudios en la Academia de Música de Bakú.
La música de Amirov fue fuertemente influida por las melodías de folk de Azerbaiyán. También creó  un género nuevo - mugam sinfónico.  Los mugams sinfónicos de Amirov se basaron la música folk de Azerbaiyán y fueron interpretadas por muchas famosas orquestas de sinfónicas en todo el mundo, como la Orquesta Sinfónica de Houston conducida por Leopold Stokowski.
Amirov fue un compositor prolífico. Sus obras más famosas incluyen las obras sinfónicas como "Shur" (1946), “Kurd Ovshari” (1949), "Capriccio de Azerbaiyán" (1961), "Gulustan Bayati-Shiraz" (1968), "La Leyenda de Nasimi" (1977), "A la Memoria de los Héroes de la Gran Guerra" (1944), "Concierto Doble para Violín, Piano y Orquesta" (1948) etc.
Sus balletes incluyen "Nizami" (1947) y “Las mil y una noches”, estranado en 1979. Amirov escribió la ópera "Sevil" en 1953. También escribió numerosas músicas para cine.
Michelle Kwan, la campeona mundial de patinaje sobre hielo de los EE. UU., utilizó la obra sinfónica "Gulustan Bayati-Shiraz" en su programa de patinaje "Taj Mahal" en 1996.

## Premios
- Premio Stalin del Estado (1949)
- Premio Estatal de la Unión Soviética (1980)
- Artista del Pueblo de la RSS de Azerbaiyán (1958)
- Artista del pueblo de la URSS (artes escénicas) (1965)
- Héroe del Trabajo Socialista (1982)
- Orden de Lenin (1959, 1982)
- Orden de la Bandera Roja del Trabajo (1967, 1971)